# Osiek Piaseczny
Osiek Piaseczny [pronunciación en polaco: /ˈɔɕɛk pjaˈsɛt͡ʂnɨ/] es un pueblo ubicado en el distrito administrativo de Gmina Zawidz, dentro del Condado de Sierpc, Voivodato de Mazovia, en el este de Polonia central. Se encuentra aproximadamente a 5 kilómetros al este de Zawidz, a 21 kilómetros al sureste de Sierpc, y a 98 kilómetros al noroeste de Varsovia.